# Fulgorokształtne

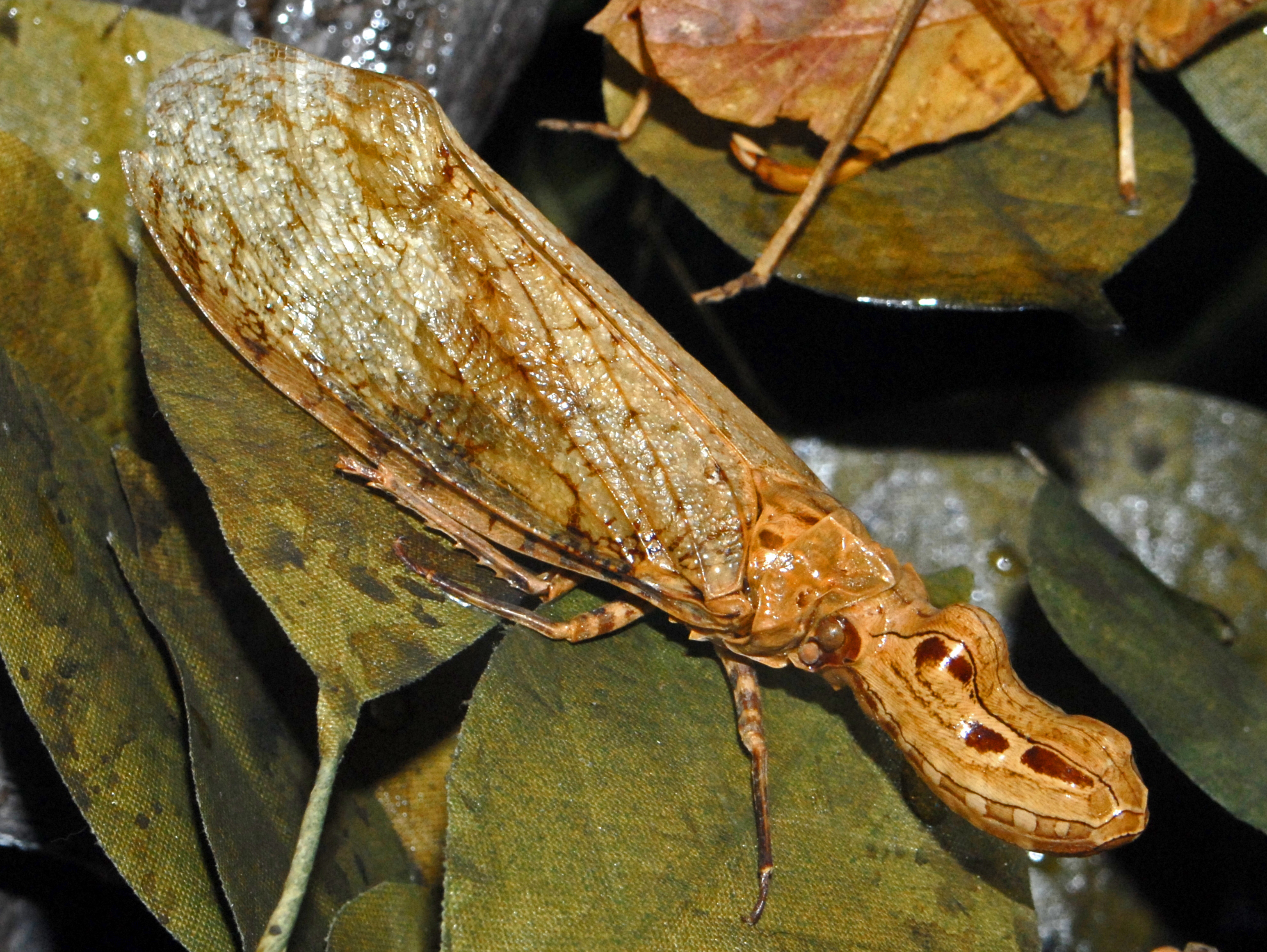
Fulgora lanternaria z rodziny Fulgoridae

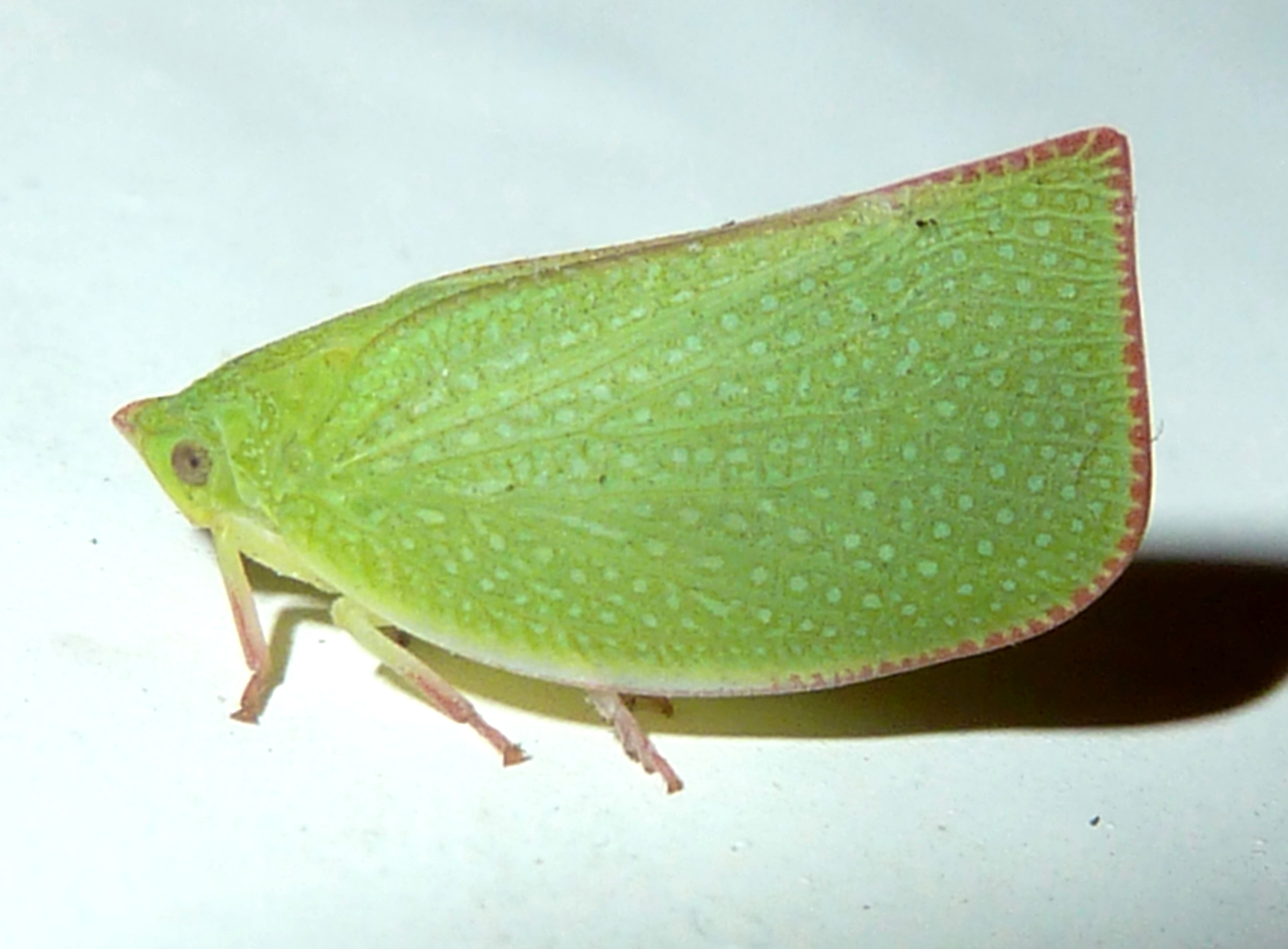
Parathisica z rodziny Flatidae

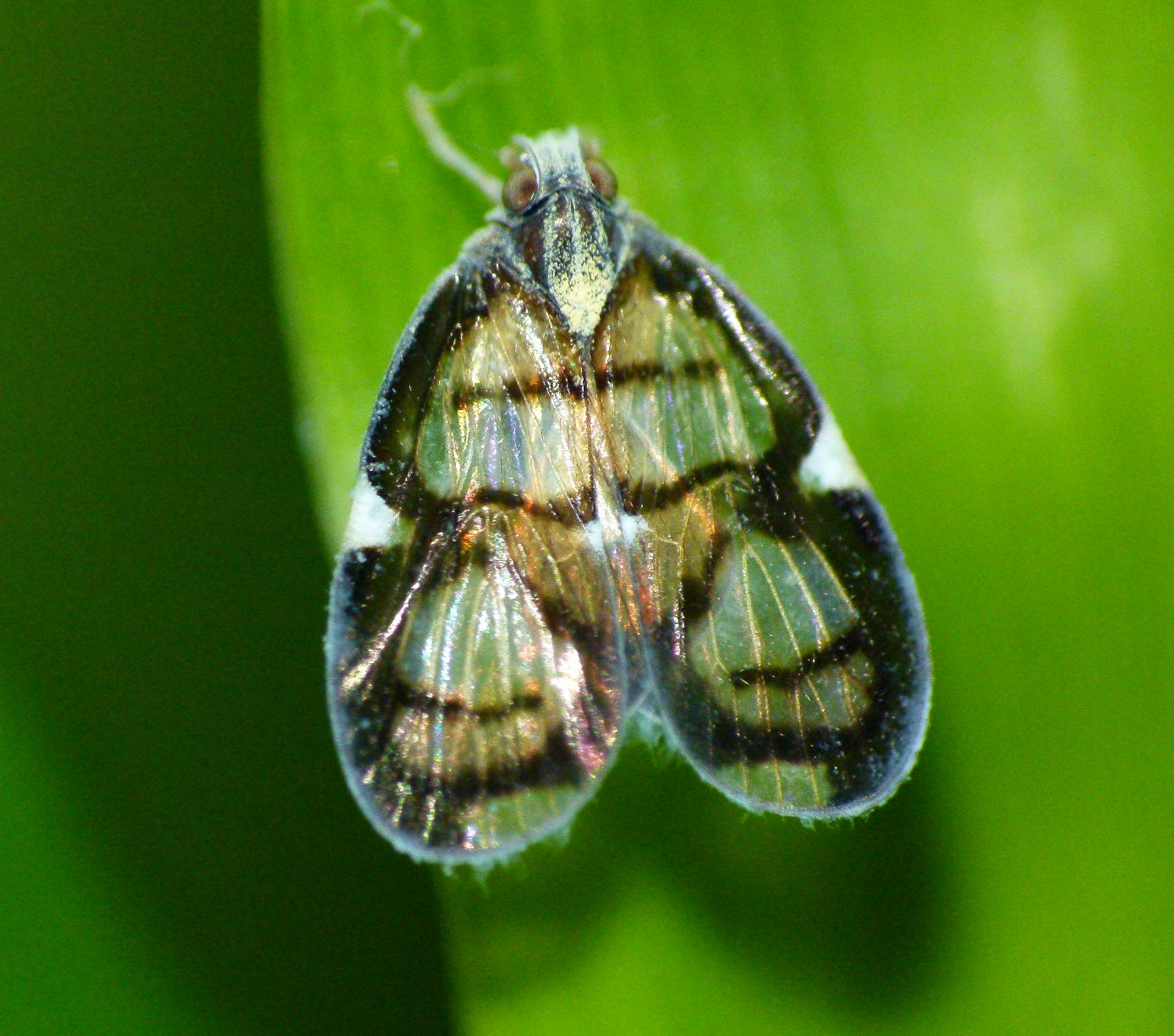
Przedstawiciel szrońcowatych

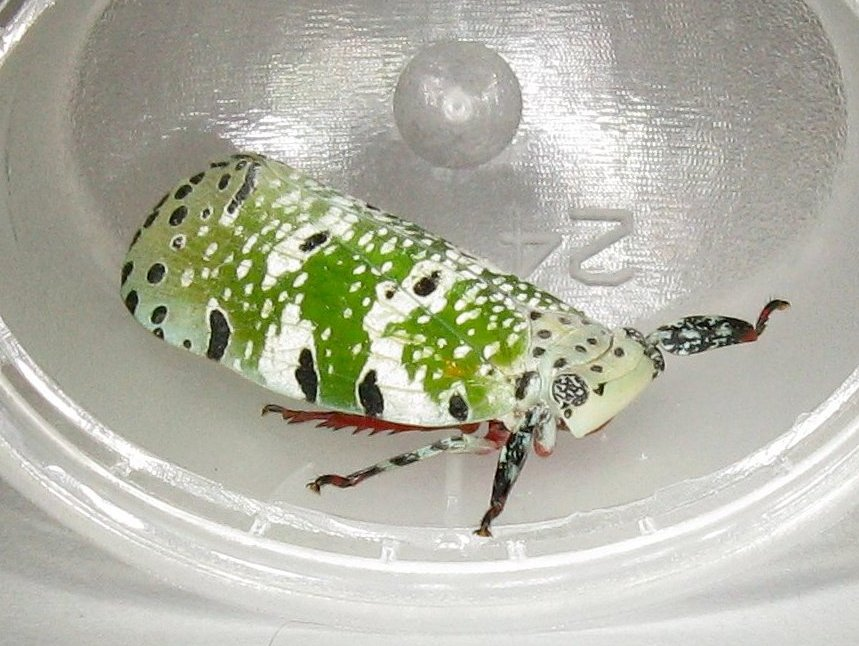
Paropioxys jucundus z rodziny Eurybrachidae

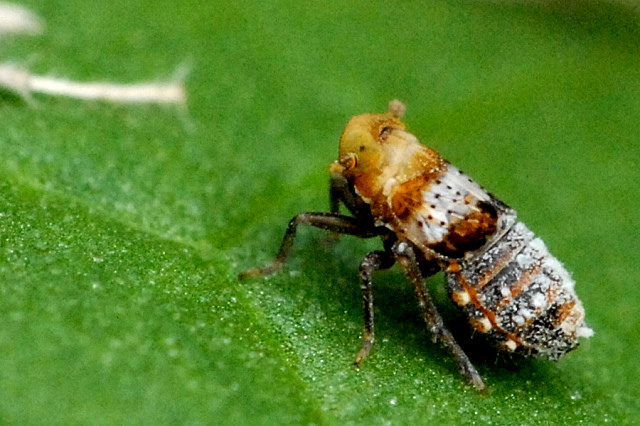
Conomelus anceps z rodziny szydlakowatych

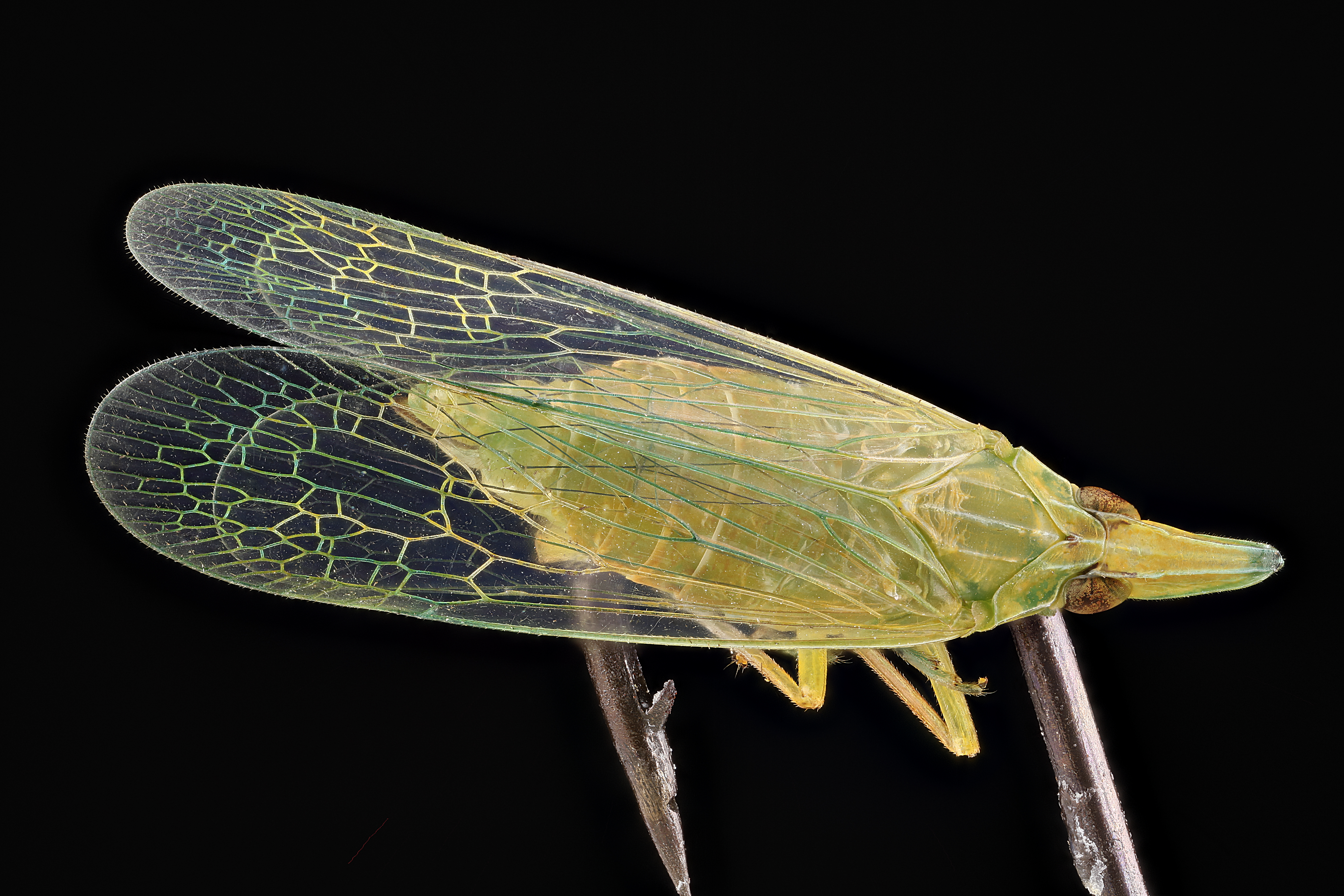
Rhynchomitra z rodziny sietnicowatych

Fulgorokształne (Fulgoromorpha) – podrząd pluskwiaków lub infrarząd piewików. Takson kosmopolityczny, obejmujący ok. 12 000 opisanych gatunków. Pluskwiaki te mają szczeciniasty, jednoczłonowy biczyk czułków, przednie skrzydła z międzykrywką i tegule u nasady przednich skrzydeł. W ich oznaczaniu duże znaczenie mają golenie tylnych nóg i aparaty kopulacyjne samców. Odżywiają się ssąc soki roślin. Należą tu gatunki o dużym znaczeniu gospodarczym, w tym roznoszące choroby ważnych roślin uprawnych.

## Taksonomia
Dawniej należące do Fulgoromorpha gatunki klasyfikowane były w rzędzie pluskwiaków równoskrzydłych i podrzędzie piewików (Auchenorrhyncha) w randze nadrodziny Fulgoroidea. Później okazało się, że pluskwiaki równoskrzydłe są grupą parafiletyczną, a piewiki są bliżej spokrewnione z pluskwiakami różnoskrzydłymi niż z piersiodziobymi. Piewikom nadano więc rangę podrzędu w obrębie pluskwiaków, jednak monofiletyzm samych piewików również jest przedmiotem dyskusji i wielu specjalistów wynosi należące doń Fulgoromorpha i Cicadomorpha do rangi odrębnych podrzędów. Goodchild w 1966 wskazał na podstawie badań przewodu pokarmowego, że Fulgoromorpha bliżej do Heteroptera niż do Cicadomorpha. Do tego samego wniosku doszedł na podstawie analiz morfologii głowy oraz męskich i żeńskich narządów rozrodczych Bourgoin w latach 1986–1993. Parafiletyzm lub polifiletyzm piewików sugerowały też analizy molekularne: Campbella i innych oraz Sorensena i innych z 1995, Bourgoina i innych z 1997 oraz Ouvrarda i innych z 2000 roku. Z kolei na monofiletyzm piewików wskazują częściowo szczeciniaste czułki, wyniki badań nad sklerytami nasady przednich skrzydeł Yoshizawy i Saigusy z 2001 roku oraz wyniki analizy molekularnej Urbana i Cryana z 2007 roku, według której piewiki jako całość są grupą siostrzaną Heteroptera. Według Lisa cechami odróżniającymi od Cicadomorpha dającymi podstawy do wyróżnienia Fulgoromorpha w randze podrzędu są m.in. położenie czułków, żeberka na głowie, specyficzny narząd zmysłowy na czułku i obecność teguli.

## Opis
Głowa może być od krótkiej i szerokiej po długą i wąską, czasem z wydłużonym, prostym lub zakrzywionym wyrostkiem wychodzącym przed oczami. Oczy złożone najczęściej duże, choć u niektórych podziemnych gatunków zredukowane lub zanikłe. Większość ma boczne przyoczka między czołem a policzkami, niektóre pojedyncze oczko środkowe na czole. Na czole obecne mogą być poprzeczne, środkowe i/lub boczne żeberka. Czułki położone przed oczami, brzusznie w stosunku do nich, z wyjątkiem jednej podrodziny szrońcowatych. Zbudowane są z trzech segmentów:
- nasadowego trzonka[12], który jest rozdęty i wyposażony w pólka zmysłowe oraz narząd zmysłowy[7],
- nóżki, która może być wydłużona lub liściowata,
- członu końcowego, złożonego z bulwowatej nasady i wydłużonego, szczeciniastego biczyka.

Kłujka jest trójczłonowa.
Przedplecze kołnierzowate, a śródplecze zbliżone do trójkątnego, oba mogą być opatrzone podłużnymi żeberkami, a to drugie także poprzecznym szwem w pobliżu wierzchołka. Skrzydła przednie od bardzo dużych do zredukowanych, od różnie ubarwionych po przezroczyste. Międzykrywka (region analny) odgraniczona jest żyłką postkubitalną i zwykle wyposażona w Y-kształtną żyłkę. U krótkoskrzydłych może się ona zrastać z resztą skrzydła. U nasady przednich skrzydeł obecne tegule. Tylne skrzydła od dużych przez zredukowane po nieobecne. Jeśli są to mają siateczkowato użyłkowany region analny. Stopy trójczłonowe, zwieńczone parą pazurków i arolium. Na goleniach tylnych odnóży kolce lub ostrogi o znaczeniu determinacyjnym. Niektóre gatunki mają na odwłoku narządy bębenkowe.
W oznaczaniu najczęściej konieczne jest zbadanie budowy męskich narządów rozrodczych. Pygofor Fulgoromorpha może mieć boczne i/lub brzuszne kolce lub płatki oraz może mieć częściową ściankę grzbietowo-brzuszną lub diafragmę, która może być różnie uzbrojona (np. kolcami). Zwykle ruchomy proktiger (tuba analna) może mieć na ogonowej krawędzi płaty lub kolce. Wydłużone, rzadziej buławkowate styliki mogą być różnie uzbrojone, a u ich nasady są połączone z nasadą edeagusa Y-kształtnym łącznikiem. Edeagus może mieć postać prostej rury lub złożonego narządu uzbrojonego kolcami, czasem także przezroczystymi płatkami. Na zewnętrzne genitalia samic składa się pokładełko, które może być typu ortopteroidalnego bądź fulgoroidalnego, a w obrębie tychże różnorodnie zmodyfikowane.

## Biologia i ekologia
Wszystkie gatunki są fitofagami ssącymi. Większość żeruje na łyku roślin drzewiastych i zielnych. Niektóre żerują na paprotnikach, skrzypach, mszakach czy grzybach. Są w tej grupie zarówno wybitne polifagi jak i monofagi.

## Rozprzestrzenienie
Takson kosmopolityczny. Z Polski znanych jest 114 gatunków, z których 90 należy do szydlakowatych (Delphacidae). (zobacz: fulgorokształtne Polski)

## Systematyka
Dotychczas opisano około 12 000 gatunków Fulgoromorpha, które grupuje się w 21 lub 20 rodzinach. Dawniejsze analizy wskazywały na Tettigometridae jako bazalne, ale bardziej współczesne, w tym Urbana i Cryana z 2007 roku umieszczają jako bazalny klad Cixiidae + Delphacida. Podział na 20 rodzin za Paraneoptera Species File przedstawia się następująco:
- Acanaloniidae
- Achilidae
- Achilixiidae
- Cixiidae – szrońcowate
- Delphacidae – szydlakowate
- Derbidae
- Dictyopharidae – sietnicowate
- Eurybrachidae
- Flatidae
- Fulgoridae
- Gengidae
- Hypochthonellidae
- Issidae – owoszczowate
- Kinnaridae
- Lophopidae
- Meenoplidae
- Nogodinidae
- Ricaniidae
- Tettigometridae – cybelowate
- Tropiduchidae

## Znaczenie gospodarcze
Wśród Fulgoropmorpha znajdują się gatunki o dużym znaczeniu gospodarczym. Największe znaczenie mają szkodniki roślin uprawnych zdolne do osiągania dużych liczebności oraz te, które są roznosicielami patogenów roślinnych (bakterii, wirusów i fitoplazm). Przykładem może być zbożożerny Laodelphax striatellus roznoszący wirusy BYSMV, MRDV, NCMV, RSV, RBSDV, WCSV i WRSV. Niektóre inne gatunki uznawane za szkodniki notowane były jako takie rzadko (jedno- lub kilkukrotnie) i mają mniejsze znaczenie ekonomiczne.